# Дагбашян, Гагик Тигранович
Га́гик Тигра́нович Дагбашя́н (арм. Գագիկ Տիգրանի Դաղբաշյան; 19 октября 1990, Ереван, Армянская ССР, СССР) — армянский футболист, защитник клуба «Вест Армения» и национальной сборной Армении.

## Клубная карьера
С юных лет увлекаясь футболом, Дагбашян имел возможность заниматься другими видами спорта (танцы, карате, айкидо). Увлечение оказалось выше возможностей, что позволило вплотную заняться спортом № 1. Тем более сам отец пристрастил в сыне любовь к футболу. С 12 лет Дагбашян начал делать свои первые шаги в школе ереванского «Бананца». В 2007 году выступал за «Бананц-2» выступавший в Первой лиге первенства Армении. В том же году Дагбашяну удалось дебютировать за «Бананц» в Премьер-лиге. 10 ноября 2007 года в 28 туре против «Киликии» вышел на замену на 75-й минуте, заменив Егише Меликяна.

## Карьера в сборной
В 18-ем возрасте дебютировал в молодёжной сборной в отборочном цикле к Чемпионату мира 2011 до 21 года. Матч прошёл 5 июня 2009 года в Швейцарии против местной молодёжки, которой армянская проиграла 1:2. В последующем матче, прошедшем три дня спустя, Дагбашян также принял участие, после чего выходить на поле перестал. Вновь было доверено место на двумя годами позже 7 июня 2011 года, в котором армянская молодёжка разгромила молодёжную сборную Черногории 4:1.

## Достижения
- Чемпион Армении: 2013/14
- Серебряный призёр чемпионата Армении: 2007, 2010
- Обладатель Кубка Армении: 2007
- Финалист Кубка Армении: 2008, 2009, 2010
- Обладатель Суперкубка Армении: 2014

## Статистика выступлений
Данные на 5 октября 2012
| Клуб             | Сезон            | Чемпионат | Чемпионат | Кубки | Кубки | Еврокубки | Еврокубки | Всего | Всего |
| Клуб             | Сезон            | Матчи     | Голы      | Матчи | Голы  | Матчи     | Голы      | Матчи | Голы  |
| ---------------- | ---------------- | --------- | --------- | ----- | ----- | --------- | --------- | ----- | ----- |
| Бананц           | 2007             | 1         | 1         | 0     | 0     | 0         | 0         | 1     | 0     |
| Бананц           | 2008             | 20        | 0         | 5     | 0     | 2         | 0         | 27    | 0     |
| Бананц           | 2009             | 12        | 0         | 3     | 0     | 0         | 0         | 15    | 0     |
| Бананц           | 2010             | 25        | 0         | 3     | 0     | 2         | 0         | 30    | 0     |
| Бананц           | 2011             | 25        | 0         | 6     | 0     | 2         | 0         | 35    | 0     |
| Бананц           | 2012/13          | 21        | 0         | 0     | 0     | 0         | 0         | 21    | 0     |
| Всего            | Всего            | 104       | 0         | 17    | 0     | 6         | 0         | 127   | 0     |
| Всего за карьеру | Всего за карьеру | 104       | 0         | 17    | 0     | 6         | 0         | 127   | 0     |

| № | Дата            | Оппонент | Счёт | Голы Дагбашяна | Соревнование      |
| 1 | 28 февраля 2012 | Сербия   | 0:2  | −              | Товарищеский матч |

Итого: 1 матч / 0 голов; 0 побед, 0 ничьих, 1 поражение.
(откорректировано по состоянию на 28 февраля 2012 года)